# Chrysler LHS
Chrysler LHS – samochód osobowy klasy luksusowej produkowany pod amerykańską marką Chrysler w latach 1994 – 2001.

## Pierwsza generacja

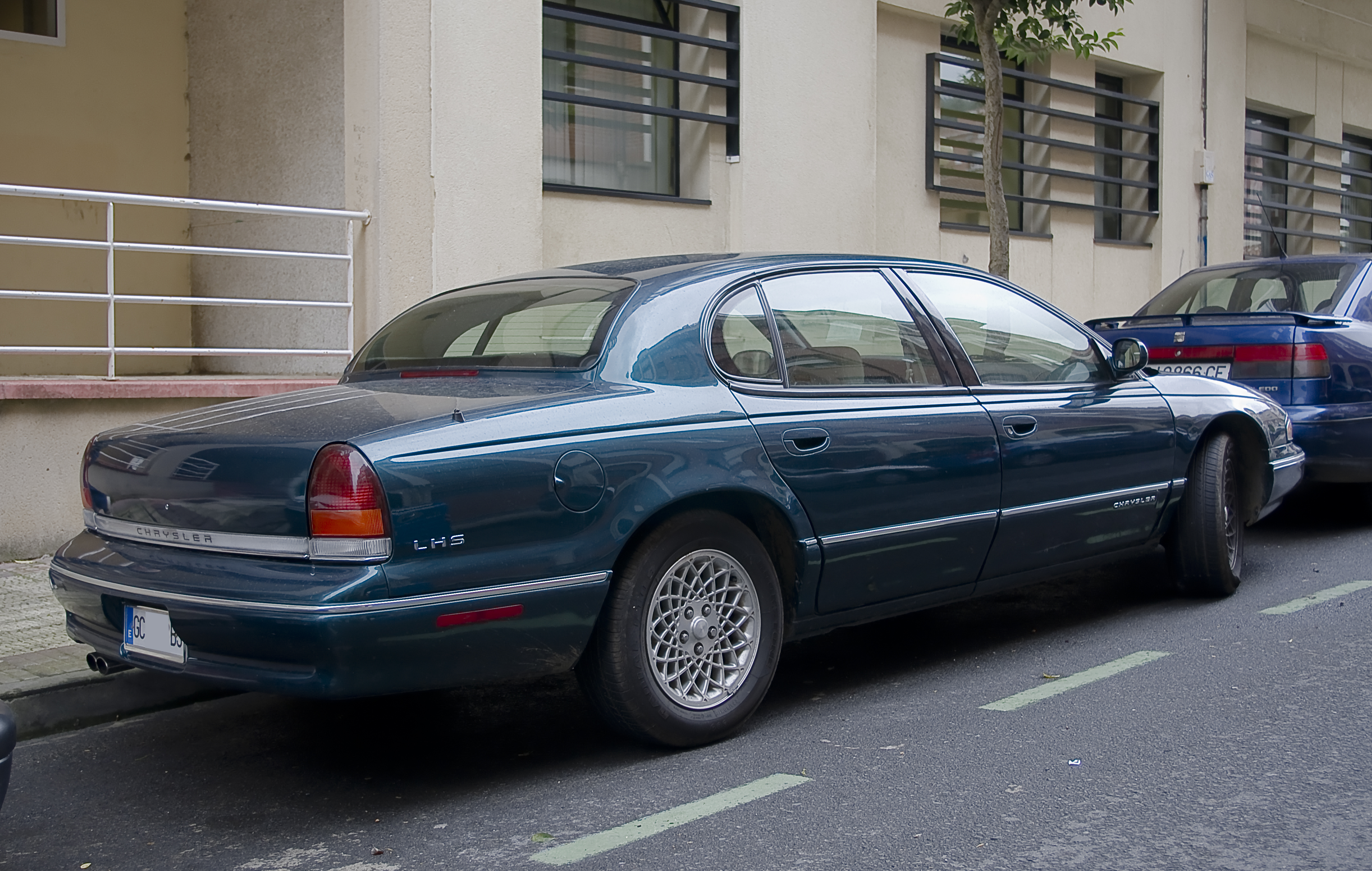
Chrysler LHS I - tył

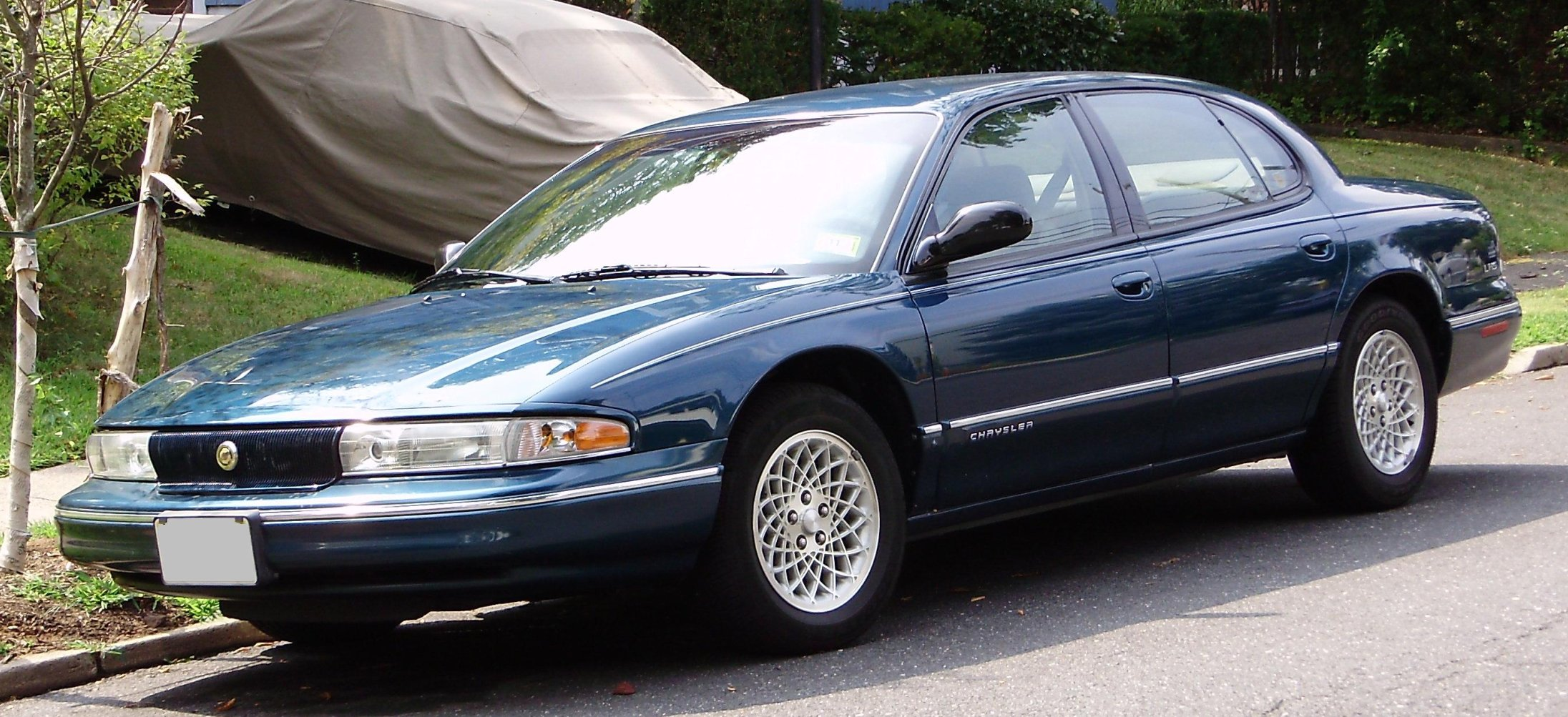
Chrysler LHS I po liftingu

Chrysler LHS I został zaprezentowany po raz pierwszy w 1993 roku.
W 1993 roku Chrysler podjął decyzję o trwałym wycofaniu z oferty modelu Imperial bez kontynuacji. Zastąpił go zupełnie nowy pojazd o nazwie LHS, który zbudowano na platformie Chrysler LH platform. Samochód przejął w ofercie funkcję sztandarowego i najdroższego sedana w ofercie, będąc bardziej luksusową odmianą bliźniaczego, oferowanego równolegle do 1997 roku czternastego wcielenia modelu New Yorker. Chrysler LHS I został opracowany według nowego wówczas kierunku stylistycznego marki, wyróżniając się smukłą i aerodynamiczną sylwetką z podłużnym przodem. Charakterystycznym elementem stały się podłużne, wąskie reflektory, między którymi znajdowała się zaślepka w kolorze nadwozia.

### Lifting
W 1994 roku Chrysler przeprowadził modernizację modelu LHS I, w ramach której między reflektorami pojawiła się czarna zaślepka. Wprowadzono też drobne zmiany w dodatkach wyposażenia oraz dostępnych lakierach.

### Silnik
- V6 3.5l EGE

## Druga generacja

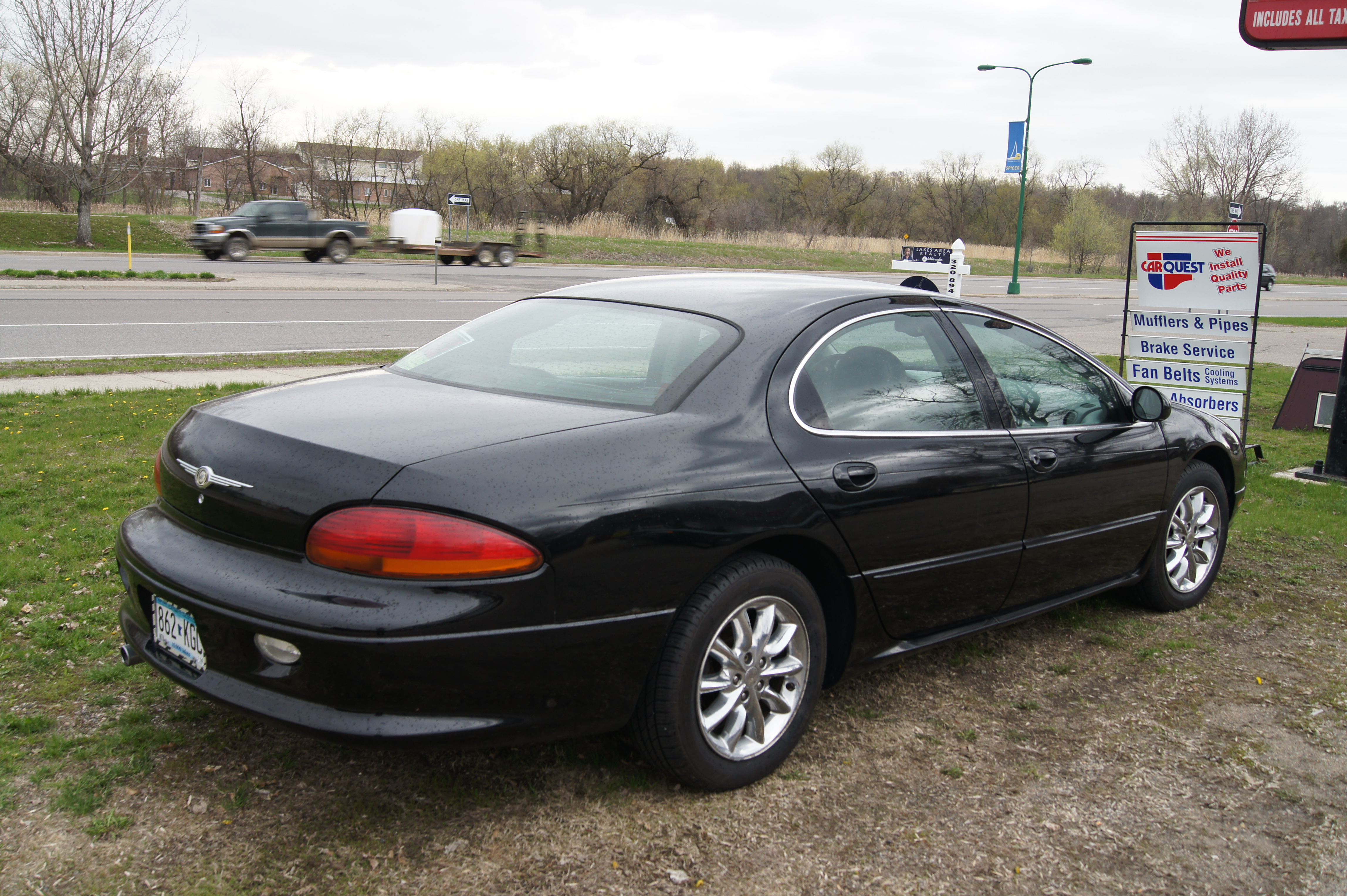
Chrysler LHS II - tył

Chrysler LHS II został zaprezentowany po raz pierwszy w 1998 roku.
Po tym, jak w 1997 roku zakończona została produkcja pierwszej generacji LHS, producent nie przedstawił bezpośredniego następcy. Zmieniło się to rok później, gdy jesienią 1998 roku Chrysler reaktywował tę linię modelową prezentując drugą generację modelu. Ponownie była to topowa limuzyna będąca luksusową odmianą innego modelu – tym razem, dużego sedana Concorde. Samochód został oparty na zmodernizowanej platformie Chrysler LH platform, ponownie wyróżniając się awangardową stylistyką. Charakterystycznym elementem wyglądu była duża atrapa chłodnicy obejmująca całą wysokość pasa przedniego.

### Koniec produkcji i następca
Produkcja modelu zakończona została w 2001 roku w ramach upraszczania oferty modelowej Chryslera. Luksusowy model LHS został włączony do oferty modelu Concorde jako topowy, najdroższy wariant Concorde Limited.

### Silnik
- V6 3.5l EGE

### Dane techniczne
- V6 3,5 l (3518 cm³), 4 zawory na cylinder, SOHC
- Układ zasilania: wtrysk SMPFi
- Średnica × skok tłoka: 96,00 mm × 81,00 mm
- Stopień sprężania: 9,9:1
- Moc maksymalna: 256,5 KM (188,7 kW) przy 6400 obr./min
- Maksymalny moment obrotowy: 346 N•m przy 3950 obr./min
- Maksymalna prędkość obrotowa silnika: 6800 obr./min